# Canal 1 (Colombia)
Canal 1 (previamente conocido como Cadena Uno) es un canal de televisión abierta colombiano fundado el 13 de junio de 1954 como la primera estación de televisión en el país. 
El canal ha sido promocionado como una alternativa a los canales de televisión Caracol y RCN después de que estos ocuparan la mayor cuota de pantalla televisiva tras la apertura de canales privados en Colombia en 1998. Su centro de producción está ubicado en las antiguas instalaciones de CM& Televisión, y que conforman la programación del canal y de sus operaciones.
Hasta 2022, Plural Comunicaciones era la sociedad propietaria de Canal 1. Estaba integrada por CM& Televisión, NTC Televisión, RTI Televisión y Hemisphere Media Group. HMTV Uno adquirió Canal 1 desde 2022, con el 100 % de las acciones de Plural Comunicaciones, convirtiéndose en la nueva propietaria de Canal 1. HMTV1 está conformada por Phoenix Media. Aunque HMTV1 sigue siendo la propietaria de Canal 1, el grupo español Prisa se convirtió en el principal proveedor de contenido del canal. La llegada de Prisa, un conglomerado mediático con amplia experiencia, promete una renovación en la parrilla de programación y una mayor competitividad en el mercado.

## Historia

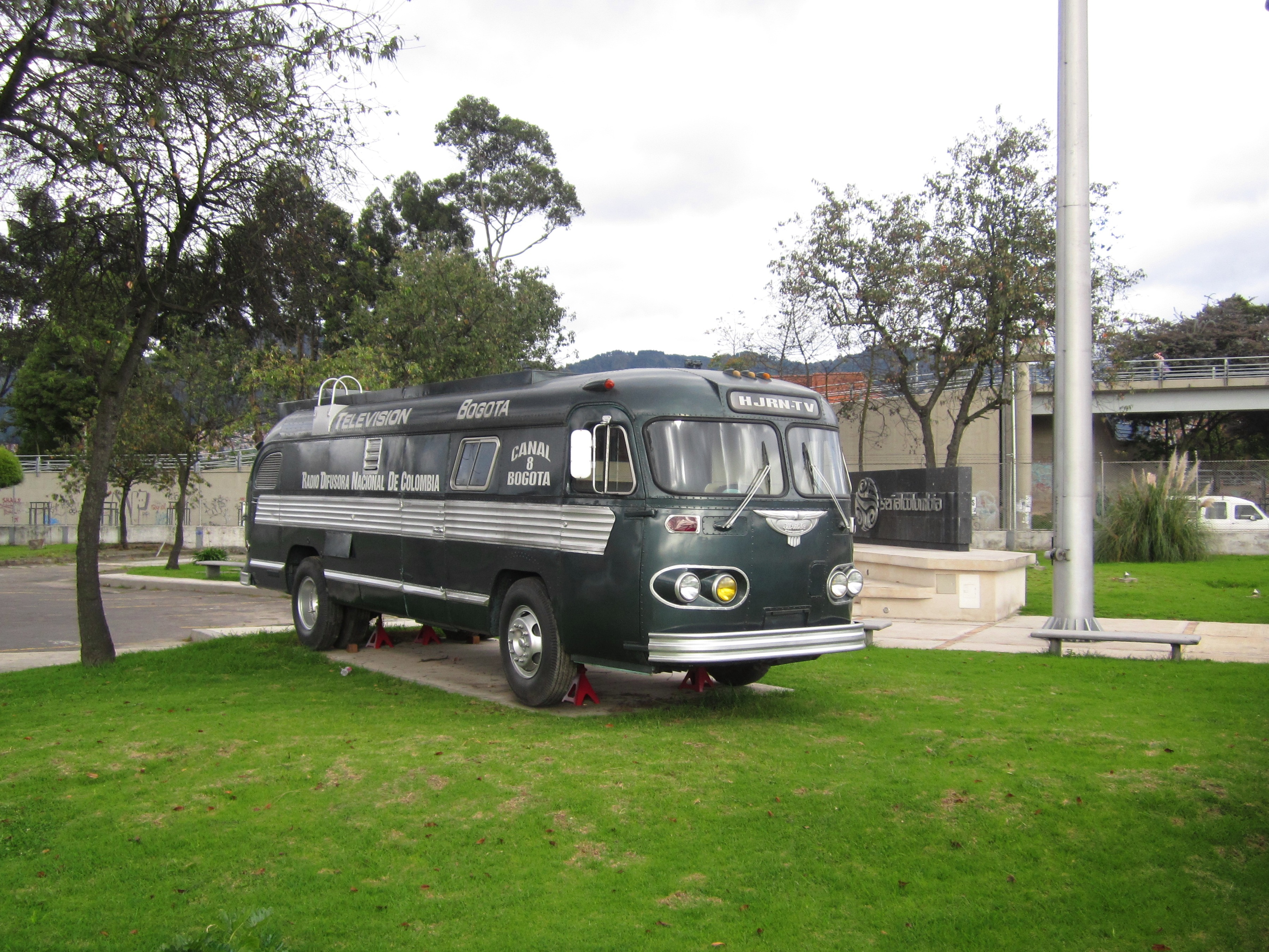
Primera unidad móvil utilizada por la entonces HJRN-TV en 1954.

El 13 de junio de 1954, el canal fue inaugurado como la primera emisora de Televisión en Colombia. Sus primeras emisiones se dieron por el canal 8 de Bogotá y por el canal 10 en Manizales y Medellín. Posteriormente, la estación adoptó como nombre comercial su código de identificación, «HJRN-TV» y el nombre de «Televisora Nacional de Colombia».
A mediados de los años 1960, el canal se trasladaría a la frecuencia 7 VHF en Bogotá, para permitir la entrada de la emisora privada Teletigre, el cual transmitió entre 1966 y 1971. Hasta el lanzamiento de Teletigre, el Canal Nacional era el único canal de televisión existente en el país.
El 1 de enero de 1974, tres años después desde que Teletigre fuese expropiada por el Gobierno por su oposición al Frente Nacional, el entonces Canal Nacional pasó a ser la Primera Cadena. Desde 1982 hasta el 31 de diciembre de 1997 este mismo canal pasó a llamarse Cadena Uno y, luego, desde el 1 de enero de 1998 hasta el 13 de agosto de 2017 como Canal Uno.
Tras la inauguración de los canales privados Canal RCN y Caracol Televisión, el 10 de julio de 1998, después que les fueron otorgados sus concesiones de licencia en 1997, la programación de Canal Uno estuvo al borde de la quiebra debido a que importantes programadoras como Tevecine se declararon en bancarrota y entregaron sus espacios a la Comisión Nacional de Televisión entre febrero y septiembre de 2000. 
La licitación entre 1998 al 2003 fue la más decadente debido al lanzamiento de los canales privados y al reemplazo de la programación de Canal Uno por infomerciales.
En 2003, bajo la ley 680 del 2002, el Estado licitó siete programadoras que quedaron en el Canal Uno (Colombiana de Televisión, NTC Televisión, Jorge Barón Televisión, Programar Televisión, Producciones Telecolombia, RTI Televisión y CM& Televisión) para la licitación de 2004 a 2013.
En 2004, bajo el primer gobierno de Álvaro Uribe, liquida Inravisión y Audiovisuales y crea la Radio Televisión Nacional de Colombia para operar el canal. Sin embargo, hacia 2006, los programas religiosos e infomerciales empezaban a aumentar y, para el año 2009, ya ocupaban hasta 5 horas diarias de la programación.
La Autoridad Nacional de Televisión, en 2013, planeaba hacer otra licitación pero, debido a la desorganización y al análisis de aspectos como la competencia, el Estado retrasó el proceso por 40 meses. Por ello, solamente CM& Televisión, Jorge Barón Televisión / SportSat Televisión y NTC Televisión / Colombiana de Televisión decidieron continuar en el canal, ante la ausencia de RTI Televisión y Programar Televisión. Más adelante, RTI Televisión tenía planeado producir contenidos para Señal Colombia, pero por ser socia de Televisa, dichos planes fueron suspendidos.
El 3 de febrero de 2014, el canal es relanzado con una nueva imagen, eslogan y programación. Así mismo, lanzó su propia señal en alta definición.
Desde el 1 de mayo de 2017, la programación del Canal 1 está a cargo del consorcio Plural Comunicaciones como resultado de un proceso de licitación que culminó con su adjudicación el 30 de noviembre de 2016 y su posterior firma de contrato con la Autoridad Nacional de Televisión el 10 de enero de 2017 como única programadora de programación del nuevo canal.
El 14 de agosto de 2017, Plural Comunicaciones realizó la presentación oficial de Canal 1 con nueva imagen y programación. Su primer programa fue Primera emisión que se comenzó a emitir a las 6:00 am.
El 30 de noviembre de 2019, se dio la última emisión de Noticias Uno. Desde entonces, Canal 1 abandona los estudios de NTC Televisión para contar solo con el estudio de CM& Televisión. No obstante, los programas Lo sé todo y El valor de la verdad se graban o emiten desde los estudios de NTC Televisión.
A partir de 2020, Canal 1 comienza a trasladar su planta transmisora desde los estudios de la RTVC a los antiguos estudios de CM& Televisión (actualmente estudios Canal 1) en la Carrera 43A # 21-64 en el Barrio Ortezal, en la localidad Puente Aranda en Bogotá. Toda la programación del canal pasó a producirse en la nueva ubicación salvo a Lo sé todo, Sin carreta y los sorteos de El Banco de la Suerte y Baloto que se emiten desde los estudios de NTC Televisión.

## Programadoras del canal
Desde 1956, la programación de la cadena es realizada por empresas privadas denominadas programadoras, bajo un modelo de televisión mixta (público-privado). Desde 2017, Canal 1 solo se le adjudica a una sola programadora, la cual será el único encargado de programar los espacios de la emisora.

### Licitaciones

#### 1992-1997
- Caracol Televisión
- RTI Televisión
- TeVecine
- Jorge Barón Televisión
- Proyectamos Televisión
- Producciones Cinevisión (hasta el 30 de octubre de 1995)
- Nuevos Días Televisión
- Universal Televisión (a partir de 1996, como Uni TV)
- Audiovisuales
- Prego Televisión (Noticiero Nacional)
- 24 Horas Televisión (Noticiero 24 Horas)
- CM& Televisión (Noticiero CM&)
- NTC Televisión (NTC Noticias)
- Datos y Mensajes (Noticiero TV Hoy)
- Intercontinental de Televisión (para la programación de los festivos)
- Provideo (para la programación de los festivos)
- Producciones Bernardo Romero Pereiro (para la programación de los festivos)
- Compañía Nacional de Televisión - CTV (para la programación de los festivos)

#### 1998-2003
- Caracol Televisión (hasta el 9 de julio de 1998)
- Producciones JES (hasta el 15 de septiembre de 2000)
- Producciones PUNCH (hasta el 19 de mayo de 2000)
- Cenpro Televisión (hasta el 29 de septiembre de 2000)
- TeVecine (hasta el 3 de marzo de 2000)
- Jorge Barón Televisión
- Colombiana de Televisión
- Producciones Bernardo Romero Pereiro (a partir de 1999, como Producciones Telecolombia)
- Audiovisuales
- 24 Horas Televisión (hasta el 30 de abril de 2001) (Noticiero 24 Horas)
- Programar Televisión (Noticiero de las 7)
- CM& Televisión (Noticiero CM&)
- Uni TV (Noticiero Uninoticias) (hasta el 10 de febrero de 2002)
- NTC Televisión (NTC Noticias hasta 2002, desde ese año nace Noticias Uno)

#### 2004-2013
- Colombiana de Televisión - NTC Televisión
- RTI Televisión[17] - Programar Televisión
- Jorge Barón Televisión - SportSat Televisión
- CM& Televisión.
- Audiovisuales (hasta el 28 de octubre de 2004)

#### Prórroga (2014-2017)
- CM& Televisión, 25 % de la programación.
- NTC Televisión - Colombiana de Televisión, 25 % de la programación.
- Jorge Barón Televisión, 25 % de la programación.
- RTVC Sistema de Medios Públicos, 25 % de la programación.

#### 2017-2024
Plural Comunicaciones, sociedad que entre 2017 a 2022 fue integrada por:
- CM& Televisión 20 % de las acciones de la sociedad.
- NTC Televisión 20 % de las acciones de la sociedad.
- RTI Televisión 20 % de las acciones de la sociedad.
- Hemisphere Media Group 40 % de las acciones de la sociedad.

Desde 2022 Plural Comunicaciones pertenece a  HMTV Uno integrada por:
- Phoenix Media 100 % de las acciones de la sociedad.
- RTI Televisión proveedor de contenido del canal hasta 2024.
- Desde el 1 de octubre de 2024, los proveedores de contenido del canal son NTC Televisión, CM& Televisión y Prisa Media.[18]

## Programación
La programación del canal ha sido desde sus inicios, de tipo generalista. Actualmente está enfocada en las series extranjeras, informativos noticiosos, programas periodísticos, programas de entretenimiento y especiales periodísticos.[cita requerida]

### 2004-2013
Durante buena parte de la licitación de 2004-2013, los infomerciales y programas religiosos cubrían buena parte de su programación. 

### 2014-2017
Durante la prórroga 2014-2017, el canal lanzó un nuevo paquete gráfico, renovó su programación y recuperó parte de la programación general que se había perdido con la anterior licitación, al incluir entretenimiento con programas como En las mañanas con Uno, La revista, Panorama, GPS, Juntos a las tres, Gente pelota y La telepolémica.

### 2017-2024
El 1 de mayo de 2017 y con la entrada de Plural Comunicaciones, que es su actual operador, el canal añadió nuevos programas a su oferta, los programas de entretenimiento como Acá entre nos, Guerreros, Venga le cuento y Lo sé todo, además de películas colombianas y extranjeras a través de Función Estelar.[cita requerida]
Sistema informativo
Desde la década de 1990, Canal 1 ha mantenido sus dos noticieros tradicionales. Bajo la administración de Plural Comunicaciones, las dos empresas productoras responsables de los noticiarios, CM& y NTC, siguen realizándolos bajo la línea editorial Plural.[cita requerida]
Desde el 6 de diciembre de 2019 solo producen noticieros informativos de la productora CM& Televisión. NTC Televisión salió indefinidamente de la producción de informativos, por una decisión unilateral tomada por parte de Hemisphere Media Group, finalizando así los informativos de fin de semana y festivos en el Canal 1 el 30 de noviembre de 2019.[cita requerida]
Del 7 de enero de 2020  hasta el 24 de octubre de 2024 el sistema informativo se renombró como Noticentro 1 CM&, luego se retomo el nombre de CM& La Noticia hasta su última emisión el 14 de noviembre de 2024. 
El 17 de marzo de 2025 regresa Noticentro 1 como Boletines Informativos cada hora y una Emisión Central de 8 a 11 PM de Lunes a Viernes producido por Plural Comunicaciones. 
Noticieros
Las noticias de Colombia y el mundo fueron presentadas en Canal 1 a través de sus noticieros: Noticentro 1 CM& desde 1992 hasta 2024 y Noticentro 1 Red+Noticias en coproducción con Red+, con varias ediciones diarias, 1 (antes 2 ediciones) edición de lunes a viernes para Noticentro 1 CM& y 1 edición los sábados, domingos y festivos para Noticentro 1 Red+Noticias hasta febrero de 2025 el cual fue remplazado por el periodístico Extraordinario.[cita requerida]; del 1 de octubre hasta el mes de diciembre de 2024 se presentó 6 AM Hoy por Hoy de Caracol Radio, el cual fue remplazado por el programa Como Amanecio de Tropicana.
Al dejar de emitir noticieros el canal actualmente emite como periodísticos los programas: W Sin Carreta de W Radio, Extraordinario de Red+ y Testigo Directo de Rafael Poveda Producciones y los programas de opinión: 1 A 1 con Ramiro Avendaño y Háblemos con Peláez. 
Transmisiones deportivas
Canal 1 transmitió desde el 24 de julio de 2020 la Liga MX, pero el canal dejó de transmitir fútbol por su baja audiencia y una fuerte amenaza por parte de las directivas de Win Sports para evitar la transmisión de partidos diferentes a los nacionales.  Desde el 1 de octubre de 2024 se transmiten los programas originales de Caracol Radio: La Polémica y El Pulso del fútbol.
Programación especial
Algunos programas especiales que son transmitidos por Canal 1 de forma anual o cada cierto tiempo, son los debates presidenciales que lo realiza a través de Decisión, elecciones generales de cargos públicos, eventos especiales, especiales periodísticos, cadenas nacionales del Presidente de la República y además el espacio benéfico Teletón, junto a otros canales de la televisión colombianos. Desde 31 de diciembre de 2017 se trasmite el Concierto de Año Nuevo que se realiza desde el Teatro Cafam de Bogotá.[cita requerida]
Canal 1 en su momento trasmitió el Foros Canal 1 que es una serie de foros regionales que generalmente conllevan entrevistas minuciosas a personajes de la actualidad, como la de Claudia Palacios al expresidente de la república Iván Duque Márquez.[cita requerida]

## Presidentes
- Felipe Boschell Córdoba (2017-2019)
- Ramiro Avendaño Jaramillo (2019-presente)

## Cuota de pantalla
Es la evolución de la cuota de pantalla mensual y posición con base en registros históricos realizados al canal. La medición ha sido llevada por Ibope Media, empresa que mide la recepción de audiencia en Colombia.
|      | Ene    | Feb    | Mar    | Abr    | May    | Jun    | Jul    | Ago     | Sep     | Oct    | Nov    | Dic    | Posición |
| ---- | ------ | ------ | ------ | ------ | ------ | ------ | ------ | ------- | ------- | ------ | ------ | ------ | -------- |
| 1998 | 12,6 % | 12,6 % | 12,6 % | 12,6 % | 12,6 % | 12,6 % | 13,1 % | 13,1 %  | 13,1 %  | 13,1 % | 13,1 % | 13,1 % | 2        |
| 1999 | 11,3 % | 11,3 % | 11,3 % | 11,3 % | 11,3 % | 11,3 % | 11,7 % | 11,7 %  | 11,7 %  | 11,7 % | 11,7 % | 11,7 % | 2        |
| 2000 | 8,4 %  | 8,4 %  | 8,4 %  | 8,4 %  | 8,4 %  | 8,4 %  | 7,1 %  | 7,1 %   | 7,1 %   | 7,1 %  | 7,1 %  | 7,1 %  | 3        |
| 2001 | 4,4 %  | 4,4 %  | 4,4 %  | 4,4 %  | 4,4 %  | 4,4 %  | 4,7 %  | 4,7 %   | 4,7 %   | 4,7 %  | 4,7 %  | 4,7 %  | 3        |
| 2002 | 3,8 %  | 3,8 %  | 3,8 %  | 3,8 %  | 3,8 %  | 3,8 %  | 4,1 %  | 4,1 %   | 4,1 %   | 4,1 %  | 4,1 %  | 4,1† % | 3        |
| 2003 | 2,8 %  | 2,8 %  | 2,8 %  | 2,8 %  | 2,8 %  | 2,8 %  | 2,4 %  | 2,4 %   | 2,4 %   | 2,4 %  | 2,4 %  | 2,4 %  | 3        |
| 2004 | 2,7 %  | 2,7 %  | 2,7 %  | 2,7 %  | 2,7 %  | 2,7 %  | 2,9 %  | 2,9 %   | 2,9 %   | 2,9 %  | 2,9 %  | 2,5 %  | 3        |
| 2005 | 2,2 %  | 2,2 %  | 2,2 %  | 2,2 %  | 2,2 %  | 2,2 %  | 2,2 %  | 2,2 %   | 2,2 %   | 2,2 %  | 2,2 %  | 2,2 %  | 3        |
| 2006 | 1,6 %  | 1,6 %  | 1,6 %  | 1,6 %  | 1,6 %  | 1,6 %  | 1,5 %  | 1,5 %   | 1,5 %   | 1,5 %  | 1,5 %  | 1,5 %  | 3        |
| 2007 | 1,2 %  | 1,2 %  | 1,2 %  | 1,2 %  | 1,2 %  | 1,2 %  | 1,3 %  | 1,3 %   | 1,3 %   | 1,3 %  | 1,3 %  | 1,3 %  | 4        |
| 2008 | 0,9 %  | 0,9 %  | 0,9 %  | 0,9 %  | 0,9 %  | 0,9 %  | 1 %    | 1 %     | 1 %     | 1 %    | 1 %    | 1 %    | 3        |
| 2009 | 0,9 %  | 0,9 %  | 0,9 %  | 0,9 %  | 0,9 %  | 0,9 %  | 0,7 %  | 0,7 %   | 0,7 %   | 0,7 %  | 0,7 %  | 0,7 %  | 4        |
| 2010 | 0,5 %  | 0,6 %  | 0,6 %  | 0,7 %  | 0,6 %  | 0,5 %  | 0,5 %  | 0,4 %   | 0,4 %   | 0,4 %  | 0,3 %  | 0,3 %  | 4        |
| 2011 | 0,4 %  | 0,4 %  | 0,5 %  | 0,5 %  | 0,4 %  | 0,4 %  | 0,4 %  | 0,3 %   | 0,3 %   | 0,3 %  | 0,3 %  | 0,3 %  | 5        |
| 2012 | 0,2 %  | 0,2 %  | 0,3 %  | 0,4 %  | 0,4 %  | 0,4 %  | 0,3 %  | 0,4 %   | 0,5 %   | 0,5 %  | 0,4 %  | 0,4 %  | 5        |
| 2013 | 0,3 %  | 0,3 %  | 0,2 %  | 0,3 %  | 0,3 %  | 0,5 %  | 0,5 %  | 0,3 %   | 0,3 %   | 0,3 %  | 0,2 %  | 0,3 %  | 5        |
| 2017 | 0,2 %  | 0,4 %  | 0,4 %  | 0,3 %  | 0,3 %* | 0,3 %* | 0,4 %* | 0,4 %** | 0,6 %** | 0,8%** | 1 %    | 0,8 %  | 4        |
| 2018 | 1,1 %  | 1,3 %  | 1,2 %  | 1,3 %  | 1,5 %  |        | 9,23 % |         | 7,58 %  |        |        |        | 3        |

* Inicio Plural Comunicaciones | ** Relanzamiento Plural Comunicaciones